# Melanichneumon virulentus
Melanichneumon virulentus är en stekelart som först beskrevs av Smith 1874.  Melanichneumon virulentus ingår i släktet Melanichneumon och familjen brokparasitsteklar. Inga underarter finns listade i Catalogue of Life.